# World's Smallest Violin
World's Smallest Violin es un sencillo de la banda de pop estadounidense AJR. Fue lanzado el 26 de marzo de 2021 como el quinto y último sencillo del cuarto álbum de estudio de la banda, OK Orchestra, y como video musical. En 2022 se convirtió en una canción viral en la plataforma de redes sociales TikTok, y muchos usaron el verso final y la línea "Voy a explotar en pedazos" como fragmento de sonido en el sitio como ediciones de fanáticos o retrocediendo a videos virales.

## Fondo y composición
Habla de tratar de minimizar el dolor de uno y comparar el dolor de uno con el de otro, por ejemplo, ver a un terapeuta (mencionado en la línea "Creo que aburrí a mi terapeuta"), tener un abuelo que luchó en la Segunda Guerra Mundial (mencionado en el línea "mi abuelo luchó en la Segunda Guerra Mundial") y un bisabuelo que era bombero (mencionado en la línea "su padre era bombero"). La música presenta transiciones entre un violín, una trompeta y un piano. La canción se describe como, según The Daily Californian: World's Smallest Violin

un poderoso ejemplo del intrépido salto de los tres hermanos a una multitud de géneros musicales, atreviéndose a explorar el folk, el jazz y el teatro musical, todo en una sola pista. Esta ambiciosa unión de estilos podría conducir al desastre, pero los hermanos de AJR han dominado la habilidad, reflejando no solo el sonido, sino también el contenido lírico de cada género: en "World's Smallest Violin", por ejemplo, imitan los clásicos del país al contando una historia generacional. En términos de influencias de Broadway, muchas pistas están impulsadas por la narrativa, y los oyentes han notado durante mucho tiempo similitudes melódicas con las bandas sonoras teatrales. Junto con las canciones que a menudo hablan de fragilidades y emociones humanas muy fundamentales, esto puede ser lo más convincente de la música de AJR y lo que permite que las canciones de la banda resuenen con audiencias tanto jóvenes como mayores..

En un TikTok hecho por la propia banda, la producción de la canción incluyó la creación de un ritmo con aplausos y pisotones. Para hacer las voces de fondo, se utilizó un codificador de voz. La banda también quería tratar de lograr una transición perfecta de un violín a una voz y una guitarra, con un final teatral para la canción donde "todo llega a la vez", con un verso que se acelera continuamente: "Voy a explotar en pedazos. Y vomitar mi pequeña sinfonía Todo arriba y abajo por una calle de la ciudad Mientras trato de tranquilizar mi mente Como terminar esta melodía Esto se siente como una necesidad Así que esto podría ser mi muerte O tal vez solo un mejor yo Ahora ven con los timbales Y toma un trago de Henessy Sé que no estoy ahí mentalmente Pero tú podrías ser el remedio Así que déjame tocar mi violín para ti".

## Recepción de la crítica
La recepción inicial  fue de favorable a mixta. El crítico musical de Variety, AD Amorosi, escribió que no encajaba bien con el mensaje del álbum de una emoción profunda y estimulante; sin embargo, Amorosi escribió que la canción, eliminada del álbum, funcionaría bien. Zachary Wittman, escritor de The Globe, escribió una crítica negativa sobre el propio álbum de OK Orchestra ; sin embargo, encontró que era "aceptable", y dijo que "[es] la segunda canción aceptable aquí con una melodía agradable y un concepto lírico realmente divertido. Una vez más, sin embargo, lo arruinan con algunos horribles giros de frases. Entiendo que la metáfora del violín más pequeño del mundo que necesita ser tocado es el equivalente a la necesidad de desahogarse con alguien sobre su salud mental, pero no necesitaban decir 'vomite mi pequeña sinfonía'".

## Videoclip
El mismo día de su lanzamiento se lanzó el videoclip. En el, AJR interpreta la canción en un apartamento mientras suceden cosas extrañas a su alrededor, como cosas que se rompen, instrumentos que flotan y un tornado que sopla papeles por la habitación. El video termina con la habitación y los miembros Adam y Ryan repentinamente congelados, mientras el miembro Jack mira a su alrededor confundido.
Tuvo un aumento de sus vistas después de que la canción se volviera viral; actualmente es el video más visto en el canal de YouTube de AJR, con más de 100 millones de visitas al 18 de noviembre de 2022.

## Desempeño comercial
Poco más de un año después del lanzamiento inicial de la canción, se volvió viral en la plataforma de redes sociales TikTok, lo que provocó un aumento en las vistas del video musical oficial en YouTube y las transmisiones en Spotify. Actualmente es el video más visto en el canal de Youtube de AJR.